# Сажин, Тимур Петрович
Тимур Петрович Сажин (14 января 1943, Иссык, Алматинская область — 21 мая 2024) — советский и российский искусствовед, действительный член Российской академии художеств (2020). Народный художник Российской Федерации (2008).

## Биография
Родился 14 января 1943 года в селе Иссык (сейчас — Есик) Алмаатинской области КазССР, жил и работал в Москве.
В 1967 году окончил Московское высшее художественно-промышленное училище, руководитель — заслуженный художник России Б. А. Смирнов.
С 1970 года — член Московского Союза художников.
С 1993 года — член Ассоциации художников декоративных искусств, с 1995 года — член «Сообщества Художественного стекла» «Glass Art Society (GAS) and Urban Glass» (Нью Йорк, США).
В 2010 году избран членом-корреспондентом, а в 2020 — академиком Российской академии художеств от Отделения декоративных искусств.
Проводил мастер-классы по технологиям для молодых художников в мастерской, участвовал в круглых столах и заседаниях по актуальным проблемам декоративного искусства.
Умер 21 мая 2024 года в возрасте 81 года.

## Творческая деятельность
Основные проекты и произведения: значительная часть произведений выполнена в творческом содружестве с Л. А. Фоминой:
- фонтаны для ДК завода ЗИЛ;
- люстры для Олимпийской Деревни в Москве;
- художественно-пространственное решение потолка Зала приемов в Посольстве СССР в Париже;
- оформление художественным стеклом интерьеров Музея Стекла в Москве;
- объемно-пространственное решение в стекле освещения Государственной Третьяковской Галереи;
- хрустальные Зимние Сады в Резиденции Президента РФ (деревья, вьющиеся растения, птицы и рыбы в натуральную величину), люстры для Кабинета Президента РФ в Московском Кремле;
- символы Власти из стекла с золочением, бронзовые Порталы для главного входа в Верховный Суд РФ;
- выставочные барельефы большого размера в авторской технике моллирования.

С 1967 года — участник московских, всероссийских, международных выставок.
Персональные выставки с участием художественного текстиля:
- атриум театра «Школа драматического искусства» (2011);
- малые залы РАХ «Свет и цвет. Текстильные истории и фантазии в стекле» (2013);
- Всероссийский музей декоративно-прикладного искусства «Блеск стекла и мягкость ткани» (2014);
- музей Муравьевых-Апостолов в Москве «Зрелища и Звуки» (2016).

Произведения находятся музейных и в частных собраниях, как в России, так и за рубежом.

## Награды
- Народный художник Российской Федерации (2008)[2]
- Заслуженный художник Российской Федерации (1999)[3]
- Золотая медаль Администрации Президента РФ «Участник строительства Резиденции Президента РФ в Московском Кремле» (1996)
- Орден Вьетнамской республики участнику строительства Музея Президента ХО ШИ МИНА (2002)